# José Malhoa

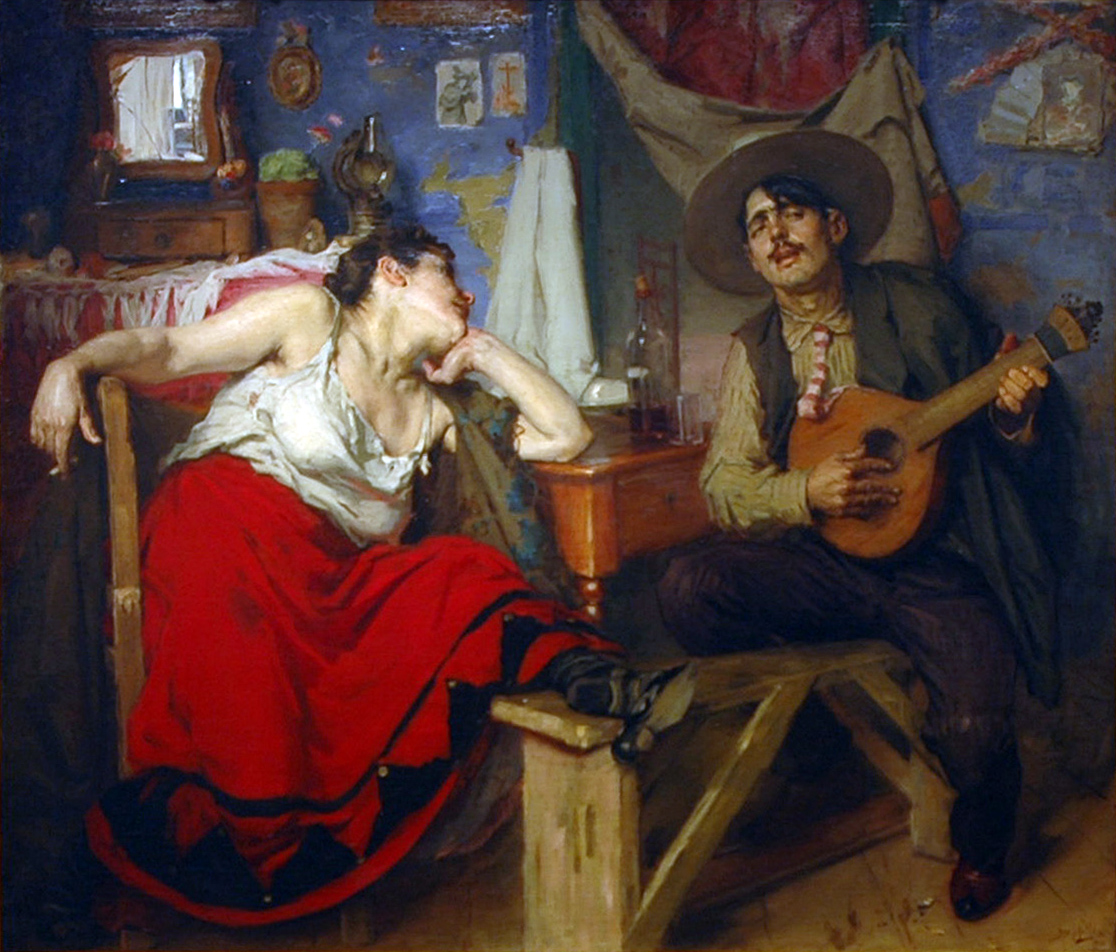
O Fado, 1910.

José Vital Branco Malhoa GOSE (Nossa Senhora do Pópulo, Caldas da Rainha, 28 de abril de 1855 – Figueiró dos Vinhos, 26 de outubro de 1933) foi um pintor, desenhador e professor português.

## Biografia
José Vital Branco Malhoa nasceu na Travessa de São Sebastião, freguesia de Nossa Senhora do Pópulo, nas Caldas da Rainha, em 28 de abril de 1855. Era filho de Joaquim Malhoa, natural das Caldas da Rainha (freguesia de Coto), e de Ana Clemência, também natural da freguesia de Nossa Senhora do Pópulo.
Foi para Lisboa aos oito anos, ao cuidado do seu irmão mais velho, Joaquim. Com apenas 12 anos, entrou para a escola da Real Academia de Belas-Artes de Lisboa. Com aproveitamento medíocre numa fase inicial, e após recusas para uma bolsa de estudos em Paris, acabou por se empregar no comércio de confeções femininas, na Rua Nova do Almada em que já trabalhava o seu irmão mais velho, Joaquim.
A 29 de janeiro de 1880, casou na igreja paroquial do Sacramento, em Lisboa, com Juliana Júlia de Carvalho (Santo André e Santa Marinha, Lisboa, c. 1854), filha de pais incógnitos.
Realizou várias exposições, tanto em Portugal como no estrangeiro, designadamente em Madrid, Paris e Rio de Janeiro. Foi pioneiro do Naturalismo em Portugal, tendo integrado o Grupo do Leão. Destacou-se também por ser um dos pintores portugueses que mais se aproximou da corrente artística Impressionista. Foi o primeiro presidente da Sociedade Nacional de Belas Artes e foi feito Grande-Oficial da Ordem Militar de Sant'Iago da Espada.
De 1921 até à sua morte foi mestre da reconhecida pintora Maria de Lourdes de Mello e Castro, que foi a sua última discípula. 
Em 1933, ano da sua morte, foi criado o Museu de José Malhoa nas Caldas da Rainha. Teve colaboração artística na revista Atlantida (1915–1920). O seu conhecido "Casulo", em Figueiró dos Vinhos, terra natal do seu mestre José Simões de Almeida (Tio), está restaurado e disponível para visita.
Foi sepultado no Cemitério dos Prazeres, em Lisboa.

## Algumas obras
- Paisagem Lacustre (1876)
- O Ateliê do Artista (1893/4)
- Os Bêbados (1907)
- Ilha dos Amores (1908)
- O Fado (1910)
- Praia das Maçãs (1918)
- Clara (1918)
- Outono (1918)
- Primavera (1918)
- As Promessas (1920)
- Conversa com o Vizinho (1932)

## Leilão
O quadro a óleo "Na horta" foi vendido em 31 de maio de 2016, por 40 mil euros, num leilão de artes e antiguidades em Lisboa.